# 梅澤貝格宮

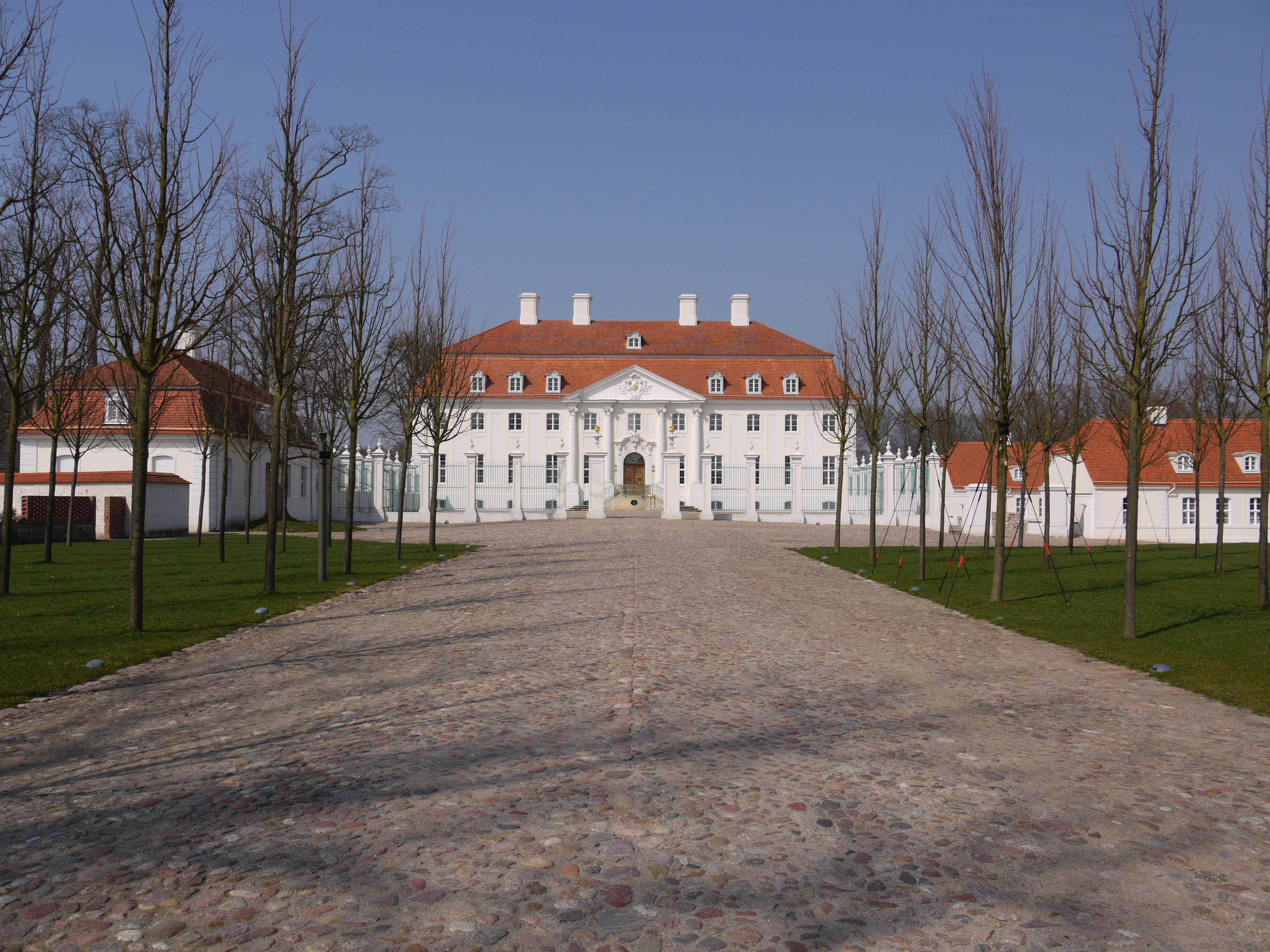
梅澤貝格宮

梅澤貝格宮（德語：Schloss Meseberg）是位于德国勃兰登堡州柏林以北65公里的一座巴洛克式建築，由德國普魯士皇室建於18世紀初。

## 历史
2004年，梅塞施密特基金会同意将这座宫殿租给德国联邦政府二十年，象征性地收取每年一欧元的租金。政府随后斥资1700万美元安装了安全和通信设备，并添置了具有时代特色的家具和绘画作品。自2007年起，梅塞斯贝格宫一直是德国总理的度假胜地（就像英国契克斯宫和美国总统的戴维营一样）。政府定期在梅泽贝格举行内阁会议。默克尔总理在梅泽贝格接待了许多国宾。不过，从2015年到2018年，该场所平均每年只使用八天，其中包括两次年度公共活动（开放日和圣诞树点灯仪式）。